# هازجة الغابة الصغير
هازجة الغابة الصغير أو مغرد الغابة الصغير (Dendroica angelae)، (بالإنجليزية: Elfin-woods Warbler)‏ و(بالإسبانية: Reinita de Bosque Enano)‏، هو طائر من نوع نادر وخاص بجزيرة بورتو ريكو الواقعة في منطقة البحر الكاريبى. اكتُشِف عام 1968 وتم تحديد نوعه عام 1972. وهو النوع المعروف مؤخرا ضمن عائلة هوازج الغابة (Parulidae). أنجيلا الموجود في اسم النوع هو نسبة إلى أنجيلا كبلر (Angela Kepler)أحد مكتشفيه. وهو طائر آكل للحشرات، فهو يتغذى بجمع الحشرات الصغيرة التي على الأوراق.
بدأت جهود لحمايته منذ عام 1982 بسبب بيئته المحدوده ومجموعاته الصغيره، ومنذ عام 2005 حتى الآن هو في احتياج للحماية. بفضل وجوده في مناطق كثيفة الشجر التي تحمى مواطنه فهو غير معرض لخطر كبير، إلا أنه معرض لتهديد محتمل نتيجة لوجود أنواع مثل الفئران والسموريات التي جلبت لاحقا إلى المنطقة، ونتيجة للكوارث الطبيعية وضيق مواطنه.

## اكتشافه
ينتمى طائر هازجة الغابة الصغير إلى طيور هوازج العالم التي هي نوع من 29 نوع لجنس ديندرويكا(Dendroica) من عائلة الباروليداي (Parulidae). تم اكتشافه لأول مره في عام 1968 من قبل انجيلا كبلر (Angela Kepler) وكاميرون (Cameron) بينما كانا مستمرين بأبحاثهم عن ببغاء بورتو ريكو (Porto Riko papağanı) وبورتو ريكو تودى (Porto Riko todusu) وهما طائرين من الطيور المستوطنه في بورتو ريكو. 18 مارس عام 1971 تم اصطياد نموذج منه في الغابة الوطنية بمنطقة البحر الكاريبى حيث كانت تعتبر موطنه الوحيد آنذاك. ثم بعد عام واحد فإن كبلر وباركس قد أطلقا عليه اسما من خلال تحديد نوعه وهكذا صار ديندرويكا (Dendroica spp.) أحدث هازجة تم اكتشافه في العالم. بالإضافة إلى ذلك فإنه يعتبر أول نوع تم التعرف عليه في بورتو ريكو في القرن العشرين والذي تم اكتشافه بعد عام 1927 في جزر الهند الغربية.

## وصفه
اللون الأسود مركَّز على الجزء العلوى من جسد طائر هازجة الغابة الصغير مع أجزاء مغطاه باللون الأبيض. بينما الجزء السفلى من جسده أبيض وبه خطوط سوداء. ومن سماته الأخرى، العين لونها بنى داكن، بقع بيضاء على أذنيه وعنقه، حدقة عينه البيضاء غير مكتملة، خط أبيض فوق العين، نقطتين بيضاء على ريش الذيل الخارجي. مايميز مغرد جزر الأنتيل (مغرد أديلايد D. adelaidae ، مغرد سانت لوسيا D. delicata، المغرد الرمادي D. plumbea، رأس السهم المغرد D. pharetra)، أن لديه منقار طويل وذيل قصير مستدير (متوسط طوله 53.8 مم). يعتبر ديندرويكا (.Dendroica spp) الوحيد من هذه الأنواع الذي لديه أجنحة أقصر من طائر هازجة الغابة الصغير بمعدل (50 مم). البالغين منها مختلف قليلا عن غير البالغين ؛ تظل الأجزاء الخلفية طوال العام الواحد باللون الرمادى والأخضر وبداية من شهر يوليو حتى شهر أكتوبر يتبدل هذا الريش جزئيا. متوسط طول طائر هازجة الغابة الصغير البالغ 12.5سم (4.9 انش) ووزنه 8.4 جرام. لم يُلاحَظ مثنوية الشكل الجنسى في هذا النوع.
غالبا ما يُخلط بين هازجة الغابة الصغير والمغرد الأبيض والأسود (مينولتا فاريا_Mniotilta varia) الذي الذي لم ينشأ في جزر الكاريبى ويُرى بداية من منتصف شهر سبتمبر حتى أوائل شهر مايو في جزيرة بورتو ريكو. الفرق البدنى الرئيسى في العين. حلقة عين هازجة الغابة الصغير البيضاء غير مكتملة، بينما المغرد الأبيض والأسود يوجد بعينه حزام أبيض وتحت عينه توجد نصف حلقة بيضاء. وثمة فرق آخر في الرأس. هازجة الغابة الصغير رأسه بأكملها سوداء بينما المغرد الأبيض والاسود يوجد برأسه حزام أبيض.